# Sanjaq
El sanjaq o sancak (turc otomà: سنجاق, [sanˈdʒak]; turc: sancak, en plural sancaklar) va ser una circumscripció territorial de l'Imperi Otomà. Sanjaq i les seves diverses variants sandjak, sanjak, sandjâk i sinjaq són transliteracions de la mateixa paraula turca sancak, que en època otomana s'escrivia en caràcters aràbics. En turc, significa ‘districte’, ‘estendard’ o ‘bandera’. Els sanjaqs o sancaks també rebien el nom àrab de liwà, ‘bandera’, traducció literal del mot turc (àrab: لواء, liwāʾ).
El governador d'un sanjaq era un sanjaqbeg, segons el turc otomà, o un sancak beyi, en turc modern.

## Història
Els sanjaqs originàriament eren les subdivisions de primer nivell de l'Imperi Otomà. Van aparèixer a mitjans del segle xiv com a districtes militars que formaven part del timar, un feu concedit a aquell qui havia conquerit nous territoris. A més a més de l'exèrcit professional, que rebia una paga per la seva feina, l'exèrcit otomà tenia uns cossos de soldats de cavalleria, els sipais, que prestaven el servei militar a canvi de feus concedits pel soldà (els feus més grans s'anomenaven khas i ziamet, els més petits timar). Els sipais s'ajuntaven en batallons formats segons el sanjaq on vivien i eren comandats per un oficial anomenat el sanjaq-beg o 'bei del sanjaq', cosa que equivaldria al governador del districte.
Amb l'aparició de noves divisions administratives de primer nivell, els beylerbeyliks (i, més endavant, els eyalets i vilayets), a final del segle xiv, els sanjaqs van passar a ser divisions de segon nivell administratiu. El seu nombre dins l'imperi va anar variant segons les èpoques. Amb les reformes del Tanzimat del segle xix, el seu nombre va pujar fins a més de 400, però més habitualment vorejaven els 150. No tots els sanjaqs formaven part d'una província; alguns es trobaven en noves àrees conquerides que encara s'havien d'assignar a una província i d'altres com ara Bengasi i Çatalca van romandre independents del sistema provincial i els seus governants reportaven directament a la Porta. El governador era el mir liva de l'àrab amir al-liwà que era equivalent a sandjakgebi, és a dir el governador i cap militar de la circumscripció. A partir del segle xix el terme emprat pels governadors fou muteşarriflik (derivat de muteşarrif). Dels estats sorgits de l'Imperi Otomà, el nom de liwà per a les divisions administratives només es va conservar a l'Iraq, fins que fou suprimit el 1974 quan es van anomenar muhàfadhes o governacions.
El nom actual de la regió balcànica de Sandžak deriva de la seva antiga condició de sanjaq otomà, el de Novi Pazar.